# Karel Pazderka
Karel Pazderka (*4. března 1962 Kladno) je český fotograf, osobní fotograf premiéra Jana Fischera za tzv. Úřednické vlády mezi roky 2009 - 2010. Za soubor fotografií premiéra Jana Fischera v soutěži Czech Press Photo v kategorii Lidé, o kterých se mluví získal čestné uznání. Fotografii vystudoval v Děčíně a Praze. Působil jako fotograf Zámecké galerie města Kladna. Mimo fotografie se věnuje také hudbě, skládá písničky a sbírá jazzové kytary. Pravidelně pořádá letní dětský tábor OdSkokNaStřelu.